# تصرف یمن توسط حوثی‌ها
تصرف یمن توسط حوثی‌ها، انقلاب ۲۱ سپتامبر (نامیده شده توسط جناح حوثی‌ها) یا کودتای ۲۰۱۴–۲۰۱۵ (نامیده شده توسط جناح دولت)، انقلابی علیه رئیس‌جمهور یمن، عبدربه منصور هادی، به رهبری حوثی‌ها و حامیان آنها بود که قدرت را از دولت یمن گرفت و منشأ آن، اعتراضات به رهبری حوثی‌ها بود که از ماه قبل آغاز شد و با حمله حوثی‌ها در ۲۱ سپتامبر ۲۰۱۴، به صنعا، پایتخت یمن، تشدید و منجر به استعفای نخست‌وزیر، محمد باسندوه و بعدها استعفای رئیس‌جمهور، عبدربه منصور هادی و وزرای او پس از تصرف کاخ ریاست‌جمهوری، اقامتگاه و تأسیسات کلیدی نظامی توسط نیروهای حوثی در ۲۲ ژانویه ۲۰۱۵ و تشکیل شورای حاکم توسط آنها در ۶ فوریه ۲۰۱۵ شد.
طی انقلاب یمن در بهار عربی که در سال ۲۰۱۱ آغاز شد، علی عبدالله صالح، رئیس‌جمهور یمن، کنار رفت و منصور هادی، معاون او، از حزب اصلاح که گرایش اخوان‌المسلمین تسنن یمن دارند، طی همه‌پرسی‌ای برای دورهٔ انتقالی به قدرت رسید. در زمان هادی که برای دورهٔ انتقالی آمده‌بود انتخابات ریاست‌جمهوری و مجلس برگزار نشد.
در سال ۱۳۹۲ (۲۰۱۳–۱۴ میلادی) زیر نظر هادی و با حضور گروه‌های سیاسی یمن از جمله حوثی‌ها کنفرانس گفتگوی ملی یمن برگزار شد که طی آن سندی به توافق تشکل‌های یمنی رسید ولی نتایج این گفتگوها اجرایی نشد.
اعتراضات گاه‌وبیگاه ادامه داشت تا اینکه قیام مردمی در پی افزایش قیمت سوخت در یمن در اوایل مرداد ۱۳۹۳ (اواخر ژوئیه و اوایل اوت ۲۰۱۴ میلادی) کلید خورد. مردم به رهبری حوثی‌ها و حوثی‌ها از سراسر یمن به صنعا آمدند و تحصن کردند، تا جایی که بزرگ‌ترین تظاهرات تا آن روز  در ۲۷ مرداد (۱۸ اوت) به دعوت عبدالملک حوثی رهبر حوثی‌ها در صنعا برگزار شد. این روند ادامه داشت و تحت رهبری جریان حوثی قرار داشت، ۳۱ مرداد (۲۲ اوت) وارد مرحلهٔ دوم و در ۱۰ شهریور (۱ سپتامبر) وارد مرحلهٔ سوم شد و پیوسته ادامه داشت.
حوثی‌ها که بدنهٔ اصلی معترضان را تشکیل می‌دانند برای پایان اعتراضات سه شرط گذاشته‌بودند: ۱-لغو دستور آزادسازی حامل‌های سوخت، ۲- اجرای نتایج کنفرانس گفتگوی ملی، ۳- سرنگونی هیئت دولت که آن را فاسد می‌خواندند.
با ادامهٔ قیام مردمی کمیته‌های انقلابی نزدیک به حوثی‌ها یمن که مسلح بودند به ادعای خود برای محافظت از مردم وارد صنعا شده‌بودند در پی اختلافات و درگیری در ۳۰ شهریور (۲۱ سپتامبر) پایتخت و صنعا و ساختمان رادیو و تلویزیون یمن را تصرف کردند. پس از این درگیری‌ها منصور هادی به توافق با حوثی‌ها تن درداد و با خواسته‌های آنان موافقت کرد و ایشان نیز ساختمان‌های دولتی را به دولت تحویل دادند.. دولت جدید یمن با مشارکت گروه‌های سیاسی یمن پس از نزاع فراوان و با وجود اعتراض حوثی‌ها تشکیل شد.
همزمان کمیته‌های انقلابی وابسته به حوثی‌ها بیشتر استان‌های شمالی یمن را تصرف کردند. آنان همچنین با القاعده و انصار الشریعه که چند شهر یمن را در تصرف خود داشتند در چند جبهه به شدت درگیر بودند. چندین انفجار در یمن و کشته شدن یکی از سران انصارلله نیز از پیامدهای درگیری‌ها بود. 
پس از روی کار آمدن دولت جدید دور تازه‌ای از مذاکرات در هیئت ملی نظارت بر گفتگو برای تدوین پیش‌نویس قانون اساسی تازهٔ یمن -که قرار بود طبق سند گفتگوهای سال ۱۳۹۲ تدوین شود- با حضور گروه‌های سیاسی یمن تشکیل شد. پس از اصرار هادی و برخی گروه‌ها بر تقسیم یمن به شش منطقهٔ فدرال، حوثی‌ها حوثی و حزب کنگرهٔ مردمی علی عبدالله صالح، مذاکرات را با اعتراض به آنچه تلاش برای تجزیهٔ یمن خوانده‌بودند، ترک کردند. حوثی‌ها اصرار داشت که طبق توافق باید پیش‌نویس جدید مورد توافق همهٔ گروه‌ها باشد. در پی عدم متوافق در خصوص پیش‌نویس قانون اساسی حوثی‌ها احمد بن مبارک رئیس‌دفتر رئیس‌جمهور یمن را ۲۷ دی (۱۷ ژانویهٔ ۲۰۱۵ میلادی) دستگیر کرده و علت این امر از سوی حوثی‌ها تلاش بن مبارک برای جلوگیری از توقف اجرای توافقنامهٔ ماه سپتامبر اعلام شد. گروه‌های حوثی مدعی شدند که وی بر تقسیم یمن که حوثی‌ها با آن مخالف بود تأکید داشت. با دستگیری بن مبارک در صنعا دوباره درگیری مسلحانه رخ داد و نیروهای حوثی‌ها مجدداً ساختمان‌های دولتی را تصرف کردند. چهار روز در ۱ بهمن (۲۰ ژانویه) بعد مجدداً حوثی‌ها با هادی توافق کردند و قرار شد که پیش‌نویس قانون اساسی باید با توافق همهٔ گروه‌ها تعدیل شود و بن مبارک نیز آزاد شود و نیروهای وابسته به حوثی‌ها از ساختمان‌های دولتی خارج شوند.
فردای امضای توافق با حوثی‌ها ۲ بهمن (۲۱ ژانویه)، خالد بحاح نخست‌وزیر استعفای خود را تقدیم رئیس‌جمهور کرد و چند ساعت بعد منصور هادی رئیس‌جمهور نیز استعفای خود را به مجلس تحویل داد. رئیس مجلس با استعفای وی مخالفت کرد و قرار شد که مجلس با تشکیل جلسه استعفای وی را بررسی کند، اما جلسهٔ مجلس عقب افتاد و در نهایت هم تشکیل نشد. در حالی که حوثی‌ها یمن این استعفاء را برای تضعیف انقلاب می‌نامید پیشنهاد تشکیل شورای ریاست‌جمهوری را داد ولی گروه‌های سیاسی به توافقی در این باره نرسیدند.
در این شرایط با دعوت حوثی‌ها نشستی به نام «کنفرانس ملی یمن» در صنعا با حضور نمایندگان گروه‌های سیاسی یمن و سران نظامی و امنیتی همسو برگزار شد و پس از سه روز اعلام شد بیانیه‌ای به تصویب رسید که در آن در خواست رفع خلاء سیاسی ادعایی را خواستار بود: «ما به گروه‌های سیاسی در یمن سه روز مهلت می‌دهیم تا خلأی کنونی در کشور را پر کرده راهکاری برای حل بحران کشور بیابند و در صورت شکست گروه‌های سیاسی، رهبران انقلاب [که مخالفان آن را کودتا می‌خوانند] اوضاع کشور را به دست می‌گیرند.».
همزمان مذاکرات گروه‌های سیاسی از جمله حزب اصلاح و حراک جنوبی با حوثی‌ها و حزب کنگرهٔ ملی تحت نظارت جمال بن عمر فرستادهٔ سازمان ملل انجام شد که به نتیجه ای نرسید.
سرانجام یک روز پس از پایان مهلت سه روزه و عدم توافق، حوثی‌ها یمن که کنترل صنعا پایتخت و بیشتر استان‌های شمالی را در دست داشت در ۱۷ بهمن (۶ فوریه) با قرائت بیانیه‌ای منصور هادی را برکنار کرده و اعلام کردند مجلس ملی انتقالی شامل ۵۵۱ نماینده با افزودن ۲۵۰ نمایندهٔ دیگر به ترکیب مجلس نمایندگان جایگزین آن خواهد شد و مجلس انتقالی شورای پنج‌نفرهٔ ریاست‌جمهوری را تعیین خواهد کرد.
سازمان ملل متحد و اکثریت کشورها دولت خودخوانده حوثی را به رسمیت نشناخته و همچنان منصور هادی و دولتش را به عنوان دولت رسمی یمن مورد شناسایی قرار داده‌اند. در همین رابطه برخی از دولت‌ها از جمله دولت‌های غربی و کشورهای حاشیهٔ خلیج فارس این اقدام را کودتا خواندند و محکوم کردند چندین سفارت‌خانهٔ غربی و عرب بسته شد. البته روسیه متن پیشنهادی کشورهای عرب شورای امنیت برضد تغییر حکومت یمن را وتو کرد.